# Mood Film
Mood Film è una società di produzione e distribuzione cinematografica indipendente. Sviluppa, produce e co-produce film e documentari con una particolare attenzione a sceneggiatori e registi europei di talento delle nuove generazioni che abbiano una visione internazionale.

## Storia
È stata fondata nel 2004 dal produttore Tommaso Arrighi e ha sede a Roma. Mood Film. Le sue produzioni sono state in selezione ufficiale a festival internazionali tra cui la Mostra internazionale d'arte cinematografica di Venezia, Roma IFF, Palm Springs ISFF, Seattle IFF, Cinequest IFF, Cracovia FF, Thessaloniki DF, Sofia IFF, vincendo più di 100 riconoscimenti, tra cui il primo premio in 30 festival.
I suoi progetti sono stati selezionati a workshop di formazione come Cinéfondation La Résidence, TorinoFilmLab, ACE e in diversi mercati di co-produzione come il Berlinale Co-Production Market, il CineMart, il New Cinema Network.

## Filmografia
- Sotto le foglie, regia di Stefano Chiodini – cortometraggio (2006)
- La preda, regia di Francesco Apice – cortometraggio (2009)
- Uerra, regia di Paolo Sassanelli – cortometraggio (2009)
- Hit the Road, nonna, regia di Duccio Chiarini – documentario (2011)
- La legge di Jennifer, regia di Alessandro Capitani – cortometraggio (2012)
- La casa di Ester, regia di Stefano Chiodini – cortometraggio (2012)
- Aquadro, regia di Stefano Lodovichi (2013)
- Ammore, regia di Paolo Sassanelli – cortometraggio (2013)
- Nessuno mi troverà, regia di Egidio Eronico – documentario (2015)
- Lo specchio dei sogni, regia di Ramón Alòs Sanchez – documentario (2016)
- Monte, regia di Amir Naderi (2016)
- Due piccoli italiani, regia di Paolo Sassanelli (2018)
- Gli alchimisti del muto, regia di Ramón Alòs Sanchez – documentario (2018)
- L'ospite, regia di Duccio Chiarini (2018)